# 사쿠라이 코즈에
사쿠라이 코즈에(일본어: 桜井こずえ 또는 桜井梢, 1986년 11월 4일 ~ )는 일본의 그라비아 아이돌이다. 2007년 데뷔했으며 2009년 4월 에비스 마스캇츠의 멤버로 가입되어 활동했다. 그해 6월 본인의 블로그를 통해 휴식을 위해 활동을 중단함을 알렸고, 그룹에서 탈퇴되었다. 그 후의 활동은 없다.